# Ticida cingulata
Ticida cingulata är en insektsart som beskrevs av Philip Reese Uhler 1891. Ticida cingulata ingår i släktet Ticida och familjen Dictyopharidae. Inga underarter finns listade i Catalogue of Life.